# 皇家五分税
皇家五分税（西班牙语：quinto del rey；葡萄牙语：quinto real）是伊比利亚半岛历史上的一种王室税，其规定君主有权获得其臣民通过战争掠夺、发现宝藏或采矿活动所得贵金属及其他贵重物品（包括奴隶）总价值的20%。该税制最初源自中世纪伊斯兰国家对《古兰经》的诠释，不过其适用范围在不同伊斯兰教法学派之间存在争议。至地理大发现时代，伊比利亚半岛的基督教王国及其海外殖民帝国也采纳了这一税制；为鼓励探险活动，一些君主曾允许殖民者保留部分甚至全部应缴税额。